# Serra de l'Estela (Cabanelles)
La Serra de l'Estela és una serra situada entre els municipis de Cabanelles i de Cistella a la comarca de l'Alt Empordà, amb una elevació màxima de 609 metres.